# Cattedrale di Westminster
La cattedrale di Westminster (Westminster Cathedral) a Londra è la chiesa madre dell'arcidiocesi di Westminster. La cattedrale cattolica è dedicata al "Preziosissimo Sangue di Nostro Signore Gesù Cristo" (Most Precious Blood of Our Lord Jesus Christ) ed è ubicata in Ashley place, poco distante dalla stazione Victoria, a Westminster.

## Storia
Alla fine del XIX secolo la gerarchia della Chiesa cattolica era stata restaurata in Inghilterra e Galles. In memoria del cardinale Nicholas Patrick Stephen Wiseman (primo arcivescovo di Westminster dal 1850 al 1865) è stata raccolta la prima somma sostanziale di denaro per la nuova cattedrale. Il terreno è stato acquisito nel 1884 dal successore di Wiseman, il cardinale Henry Edward Manning.
Dopo due false partenze nel 1867 (sotto l'architetto Henry Clutton) e 1892 (architetto Baron von Herstel), la costruzione iniziò nel 1895 sotto il successore di Manning, il cardinale Herbert Vaughan. Il progetto della cattedrale si deve all'architetto John Francis Bentley, che ricevette l'incarico da Vaughan.
La prima pietra venne posta il 29 giugno 1895 e i lavori si protrassero sino al 1903. Una delle prime funzioni fu il funerale del cardinale Vaughan, morto nel giugno. La nuova cattedrale venne però consacrata solo il 28 giugno 1910, quando furono ultimati i lavori di decorazione degli interni.
La cattedrale di Westminster è stata visitata da papa Giovanni Paolo II, che vi celebrò messa il 28 maggio 1982. Nel 1977 e nel 1995 poi dalla regina Elisabetta II, su invito del cardinale arcivescovo Basil Hume in occasione del centenario di fondazione della cattedrale. Inoltre è stata visitata dal papa Benedetto XVI in occasione della sua visita di Stato in Scozia e Inghilterra il 18 settembre 2010.

## Descrizione

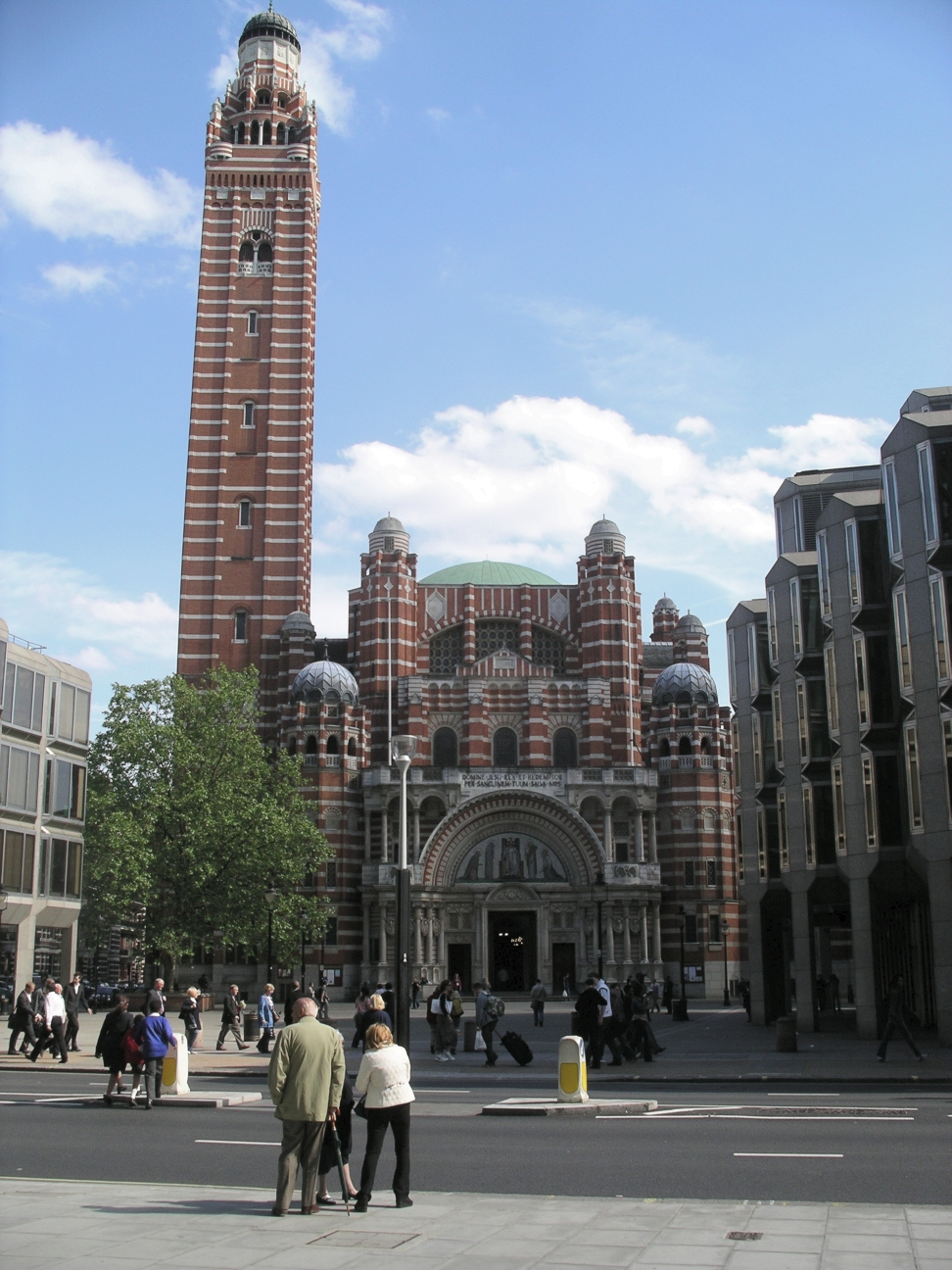
Facciata ovest della cattedrale, affiancata dalla torre di St. Edward

L'edificio è in stile neoromanico, con numerosi richiami all'arte bizantina. L'esterno si caratterizza per le cupole orientaleggianti, per il colore rosso dei mattoni e soprattutto per l'alta torre campanaria intitolata a sant'Edoardo, che raggiunge gli 87 metri d'altezza.

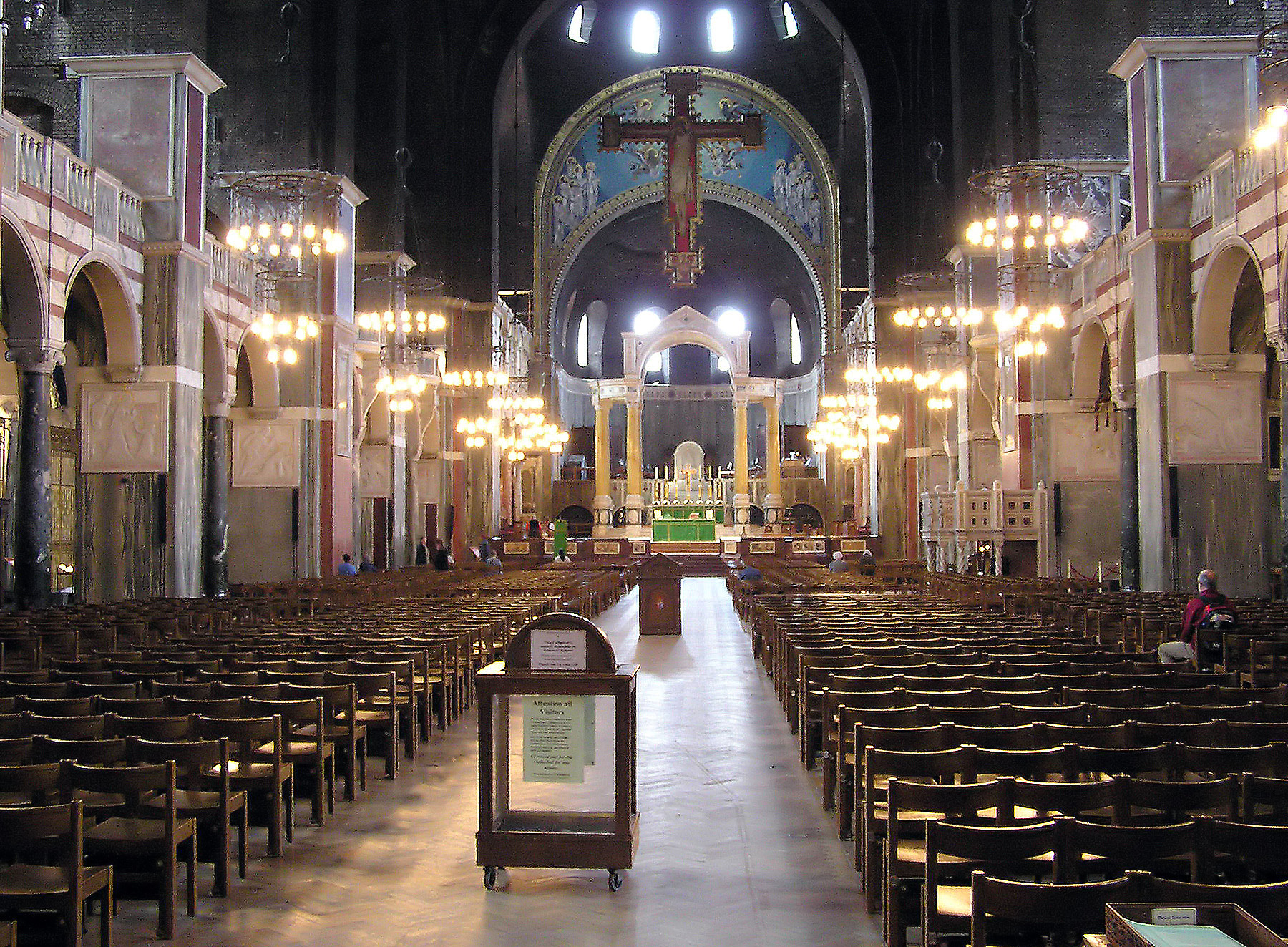
Interno della cattedrale

L'interno, decorato con marmi e mosaici (raffiguranti scene del Vecchio e Nuovo Testamento), ha pianta a croce latina, dotato di tre navate, transetto e diverse cappelle. La navata centrale, con i suoi 52 metri, è la prima per larghezza in Inghilterra. Dall'arco orientale della navata pende un grandioso crocifisso ligneo alto circa 10 metri.
Nel presbiterio, l'altare maggiore è sormontato da un baldacchino marmoreo; alla sinistra dell'altare si trova la cattedra episcopale, copia del trono papale della basilica di San Giovanni in Laterano a Roma. Dall'abside si accede alla cripta, dedicata a san Pietro, dove si trovano diverse reliquie e tombe di arcivescovi. A destra del presbiterio si apre la cappella dedicata alla Vergine Maria (Lady Chapel), destinata alle celebrazioni feriali; tra le altre opere, vi si trova un relievo bronzeo raffigurante santa Teresa di Lisieux, del Manzù.
A sinistra del presbiterio si trova invece la cappella del Santissimo Sacramento.
Nel braccio sinistro del transetto, la cappella di San Tommaso di Canterbury ospita la tomba del cardinale arcivescovo Vaughan, fondatore della cattedrale.
Nel battistero, prima cappella della navata laterale destra, si trova il fonte battesimale, copia di quello custodito nella basilica di San Vitale a Ravenna.
Notevoli opere d'arte sono anche i rilievi della Via Crucis, opera di Eric Gill (1882-1940) e il pulpito in marmo bianco in stile cosmatesco.

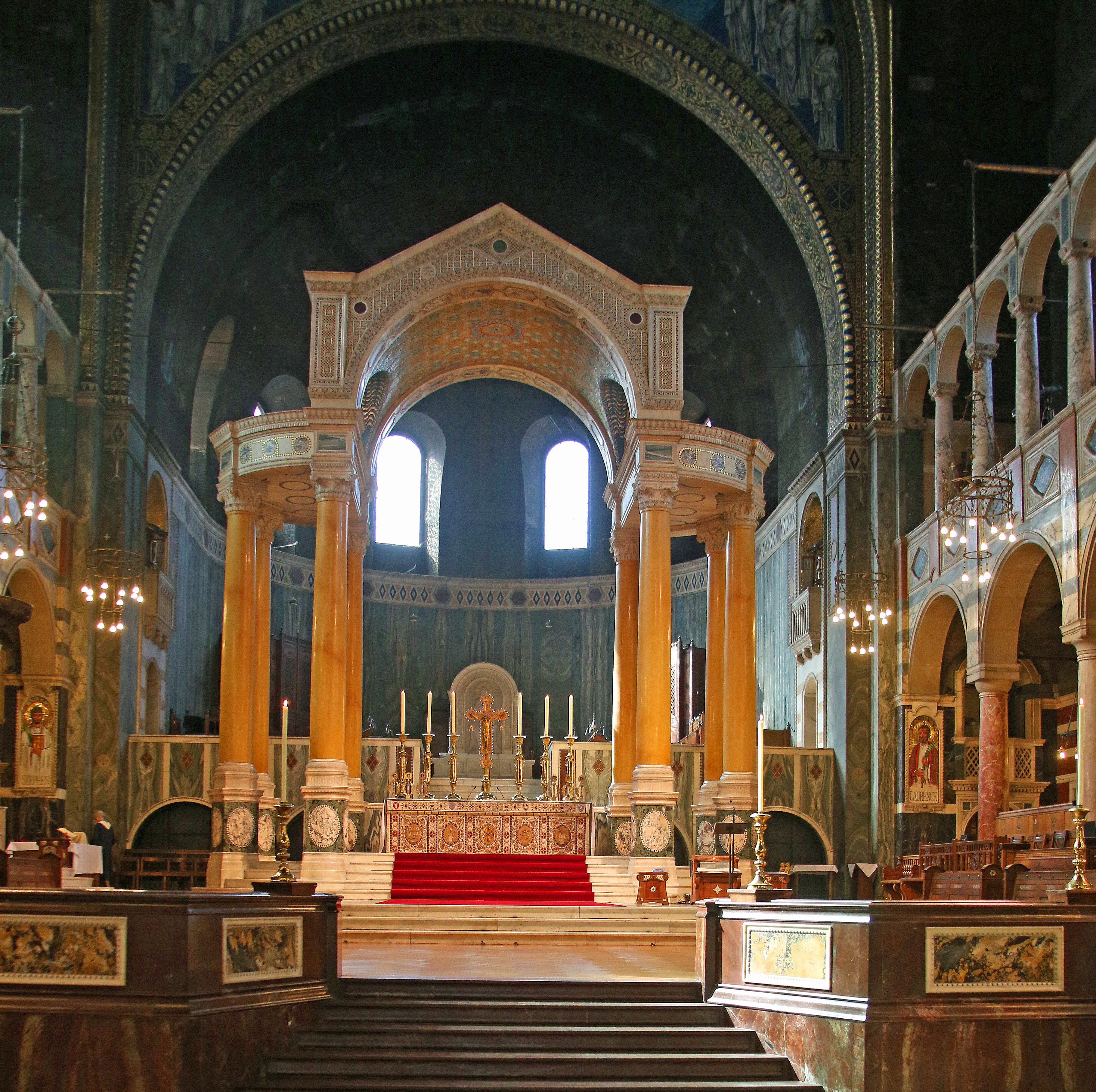
Presbiterio della cattedrale
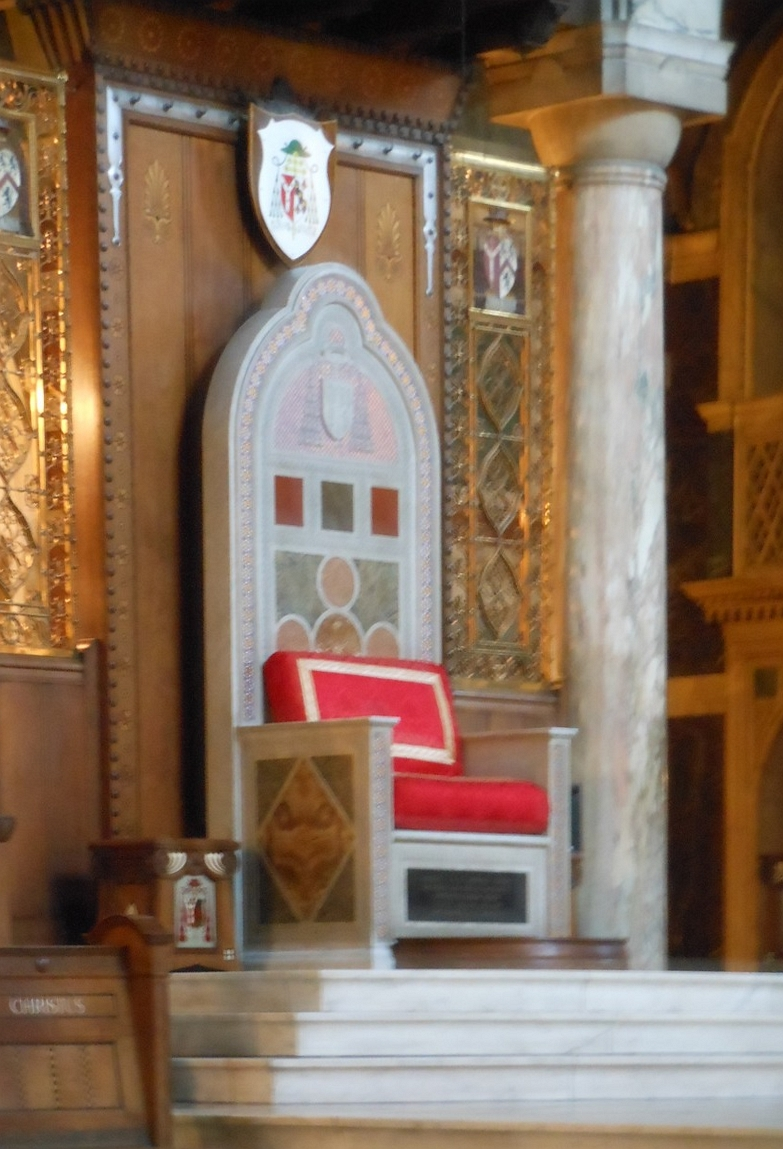
Cattedra dell'arcivescovo

## Organi a canne

### Organo maggiore
L'organo maggiore della cattedrale è situato sul matroneo in controfacciata; costruito tra il 1922 e il 1932 da Henry Willis, è stato restaurato ed ampliato da Harrison & Harrison nel 1984 e nel 1996; durante quest'ultimo intervento, è stato sostituito il sistema di trasmissione trasformandolo in elettrico da pneumatico. L'organo conta 81 registri totali suddivisi fra le quattro tastiere, ciascuna di 61 note, e la pedaliera, di 32 note. Non presenta mostra e le sue canne sono celate dietro dei pannelli lignei riccamente intagliati.

### Organo dell'abside
Nell'abside si trova il secondo organo della cattedrale, costruito da Lewis nel 1910 circa e ricostruito ed ampliato da Harrison & Harrison nel 1984. Lo strumento, a trasmissione elettrica, ha due tastiere di 61 note ciascuna ed una pedaliera di 32.

## Tombe di vescovi e arcivescovi della cattedrale
In ordine di anni d'ufficio (tra parentesi il periodo in cui sono stati in carica):
- Richard Challoner, vicario apostolico del Distretto di Londra (traslato nella cattedrale nel 1946)
- Nicholas Wiseman (28 settembre 1850-15 febbraio 1865), primo arcivescovo di Westminster dopo il ristabilimento della gerarchia cattolica in Inghilterra ed in Galles nel 1850; fu anche cardinale
- Henry Edward Manning (16 maggio 1865-14 gennaio 1892), arcivescovo di Westminster e cardinale
- Herbert Vaughan (8 aprile 1892-19 giugno 1903), arcivescovo di Westminster e cardinale
- Arthur Hinsley (1º aprile 1935- 17 marzo 1943), arcivescovo di Westminster e cardinale
- Bernard William Griffin (18 dicembre 1943-19 agosto 1956), arcivescovo di Westminster
- William Godfrey (3 dicembre 1956-22 gennaio 1963), arcivescovo di Westminster e cardinale
- John Carmel Heenan (22 febbraio 1965-7 novembre 1975), arcivescovo di Westminster e cardinale
- Basil Hume (9 febbraio 1976-17 giugno 1999), arcivescovo di Westminster e cardinale